# زقاق السرطان

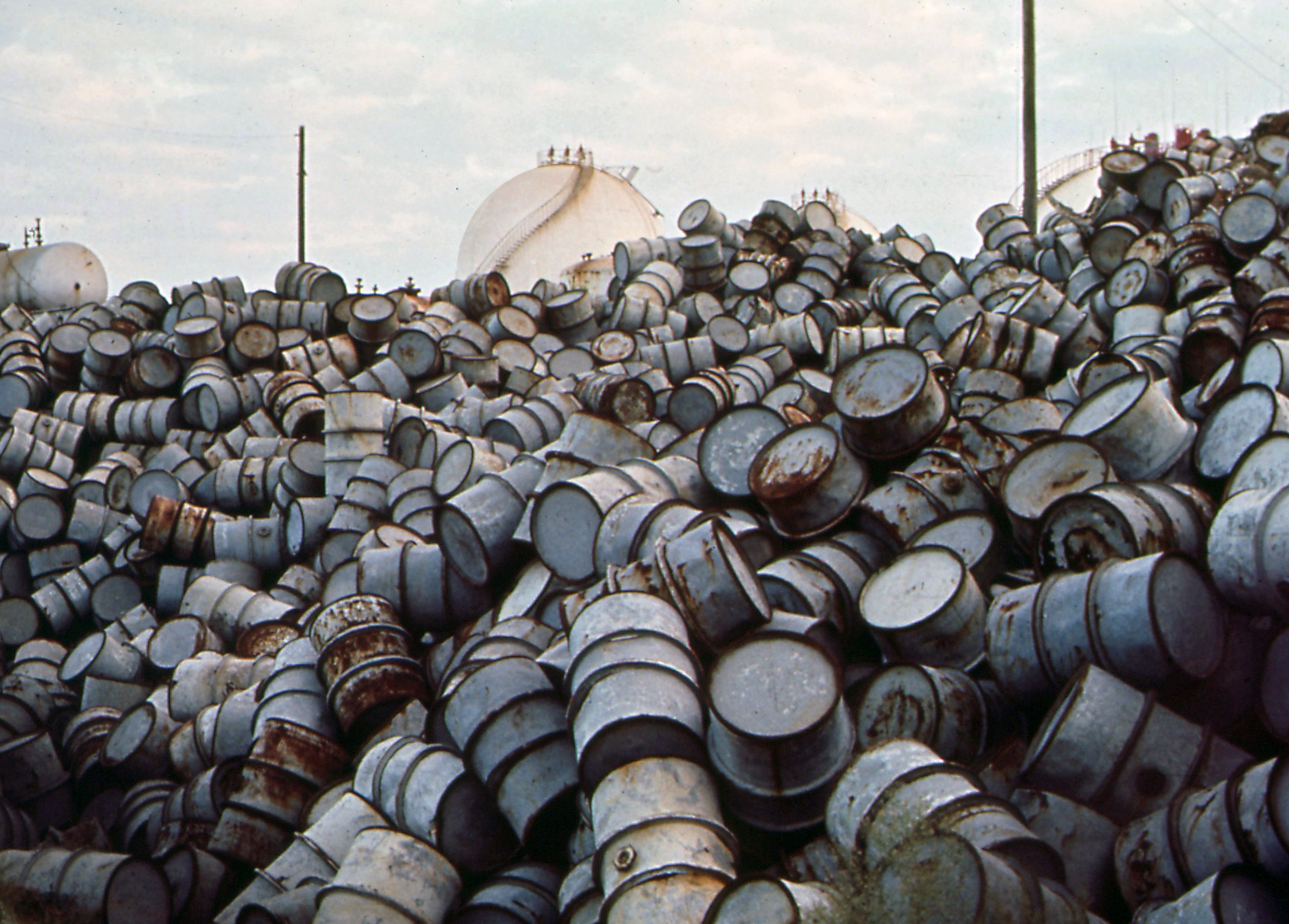
كومة من براميل النفط بالقرب من مصفاة باتون روج إكسون موبيل على طول نهر المسيسيبي في ديسمبر 1972.

زقاق السرطان (بالفرنسية: Allée du Cancer) هو الاسم الإقليمي المستعارالذي يُطلق على مسافة 85-ميل (137 كـم) من الأرض على طول نهر المسيسيبي بين باتون روج ونيو أورلينز، في أبرشيات نهر لويزيانا، والتي تحتوي على أكثر من 200 مصنع للبتروكيماويات ومصافي التكرير. تمثل هذه المنطقة 25٪ من إنتاج البتروكيماويات في الولايات المتحدة. تعتبر المنطقة منطقة تضحية. هناك 46 فردًا من كل مليون معرضون لخطر الإصابة بالسرطان في زقاق السرطان، مقارنة بالمعدل الوطني البالغ حوالي ثلاثين فردًا لكل مليون. ألهمت مخاطر الإصابة بالسرطان المرتفعة بشكل غير طبيعي وتركيز العمليات البتروكيماوية لقب "زقاق السرطان".
وجد الباحثون بالإضافة إلى ذلك أن التفاوت العرقي في خطر الإصابة بالسرطان من تلوث الهواء يزداد سوءًا مع زيادة تركيز الأقليات في جميع أنحاء المنطقة. الأفراد في المناطق التي يهيمن عليها السود معرضون للخطر بنسبة 16٪ أكثر من أولئك الموجودين في المناطق ذات الأغلبية البيضاء، كما يتحمل الأشخاص في المناطق ذات الدخل المنخفض خطرًا تراكميًا بنسبة 12٪ أكثر من أولئك الموجودين في المناطق ذات الدخل المرتفع. قاد قادة المجتمع، مثل شارون لافين، التهمة في الاحتجاج على توسع صناعة البتروكيماويات في زقاق السرطان، فضلاً عن معالجة التباينات العرقية والاقتصادية المرتبطة بها.

## تاريخ
عندما لاحظ سكان أحد الشوارع في سانت جابرييل، لويزيانا في عام 1987، وهم أميركيون من أصل أفريقي ومن ذوي الدخل المنخفض، كثرة حالات السرطان داخل مجتمعهم، أصبح اسم "زقاق السرطان" هو الاسم الجديد لجاكوبس درايف. مع انتشار حوادث مماثلة بشكل متزايد في المناطق المحيطة، نما "الزقاق" ليشمل امتدادًا بطول خمسة وثمانين ميلًا على طول نهر المسيسيبي.
تتكون مقاطعة سانت جيمس من 48.8٪ من السكان الأمريكيين من أصل أفريقي. 16.6٪ من سكانها يعيشون في فقر. ومع ذلك، لا تنعكس هذه الديموغرافية في التوظيف في المصانع. من خلال مسح 11 نباتًا في سانت جيمس، وجد الباحثون أن هذه النباتات تستخدم فقط ما بين 4.9٪ و 19.4٪ من الأمريكيين الأفارقة، وهو معدل منخفض بشكل ملحوظ مقارنةً بإجمالي عدد السكان.
كانت لويزيانا خامس أعلى معدل وفيات بسبب السرطان في الولايات المتحدة في عام 2019. في حين أن المعدل الوطني هو 149.09 حالة وفاة لكل 100.000، كان معدل لويزيانا 168.1 حالة وفاة لكل 100.000. ومع ذلك، وفقًا لمركز الإحصاء التابع لجمعية السرطان الأمريكية، عوامل خطر الإصابة بالسرطان في لويزيانا تحتل مرتبة مماثلة للمعدلات الوطنية في العديد من الفئات، على الرغم من أن انتشار زيادة الوزن والسمنة احتل المرتبة الثالثة والرابعة في الدولة في عامي 2017 و 2018 وفقًا لـ نفس المقال. احتلت لويزيانا المرتبة السادسة على مستوى الدولة من حيث عدد الأشخاص المصابين بالسرطان، أو الإصابة، بين عامي 2014 و 2018.
أظهرت بيانات جرد اطلاق المواد السامة (TRI) في عام 2018 أن لويزيانا احتلت المرتبة الخامسة في جميع أنحاء البلاد من حيث إجمالي الإصدارات لكل ميل مربع. أنتجت لويزيانا، التي يبلغ عدد سكانها 4.67 مليون نسمة، 8.9 مليار رطل من النفايات في عام 2018، بانخفاض عن 9.4 مليار في عام 2000 وهو تحسن بنسبة 5.3 ٪ على الرغم من نمو السكان والصناعة خلال نفس الفترة الزمنية. بالعودة إلى عام 2003، كانت سبعة من أصل عشرة مصانع في الولاية ذات أكبر عمليات إطلاق جماعية داخل وخارج الموقع موجودة في زقاق السرطان، وتوجد هناك أربعة من عشرة مصانع مع أكبر عمليات إطلاق في الموقع في الولاية.
افتتحت شركة دوبونت في عام 1969 مصنعًا لتصنيع مادة الكلوروبرين الكيميائية، المكون الرئيسي في النيوبرين.بيعَ المصنع في عام 2015 لشركة الكيماويات اليابانية دينكا. أُعتُرِف بالمنطقة المجاورة مباشرة لمصنع دينكا للنيوبرين في St. أقرت وكالة حماية البيئة بأن احتمال إصابة سكانها بالسرطان من تلوث الهواء أكثر من 700 ضعف المعدل الوطني.
زقاق السرطان هو منطقة تضحية بيئية معروفة في مجال الإصحاح البيئي. تعرف منطقة التضحية بأنها منطقة جغرافية ملوثة بالتلوث الكيميائي الخطير. نشأ هذا المصطلح باسم "مناطق التضحية الوطنية" خلال الحرب الباردة لوصف المناطق الملوثة بتعدين ومعالجة اليورانيوم لإنتاج أسلحة نووية. اليوم، أُختصر المصطلح ووسع تعريفه ليشمل أي موقع يواجه تعرضًا غير مناسب للملوثات الخطرة.

## تنظيم المجتمع
لقد أدت مظالم زقاق السرطان إلى العديد من حالات التنظيم المجتمعي، حيث يعمل الأشخاص الذين يعيشون في منطقة معينة معًا للنضال من أجل مصالحهم المشتركة. عادة، يشمل هذا المجموعات الممثلة تمثيلا ناقصا تاريخيا. يعد زقاق السرطان موطنًا لبعض الأمثلة الناجحة بشكل خاص للتنظيم المجتمعي الذي كان يحدث منذ السبعينيات، لا سيما في المعركة لمنع المصانع الجديدة من البناء في هذا الامتداد البالغ 85 ميلًا من الأرض.
أعلنت شركة شين-إتسو للكيمياويات في عام 1996. أنها ستنشئ ثلاثة مصانع جديدة لتصنيع كلوريد البوليفينيل (PVC) في Convent، لويزيانا. أصدرت ولاية لويزيانا تصاريح شين إتسو للمضي قدمًا في المشروع في عام 1997، على الرغم من اعترافها بأن هذه المواقع ستضيف 623000 رطل من الملوثات إلى الهواء سنويًا. يبلغ عدد السكان داخل دائرة نصف قطرها خمسة أميال من موقع النباتات 81 ٪ من الأمريكيين من أصل أفريقي، مقارنةً بإجمالي عدد سكان الرعية الذي يبلغ 49 ٪ من الأمريكيين من أصل أفريقي.
لم يتخذ سكان الدير هذا القرار باستخفاف. رداً على ذلك، لفت تحالف يسمى سانت جيمس مواطنون من أجل البيئة (SJCJE) انتباه العديد من المجموعات القانونية، بما في ذلك عيادة القانون البيئي بجامعة تولين وصندوق الدفاع القانوني لنادي سييرا. كان الجمع بين منظمي المجتمع والمجموعات الأكبر قادراً على خوض معارك قانونية مختلفة ضد الشركة، قررت شين إتسو في عام 1998 سحب خطط مشاريعها.
ومن الأمثلة البارزة الأخرى على التنظيم المجتمعي داخل زقاق السرطان مسيرة نظمتها في عام 1988 جمعية مستأجري ساحل الخليج ومنظمة السلام الأخضر. قادت هذه المجموعات المتظاهرين في جميع أنحاء الرعية في محاولة لزيادة الوعي بالمخاوف الصحية والبيئية التي يطرحها التصنيع. جاء أحد المكاسب الرئيسية لحركة العدالة البيئية في عام 1992 عندما خاض 750 شخصًا من سكان بلدة والاس الصغيرة معركة قانونية أقنعت في النهاية شركة فورموزا ببناء مصنع معالجة لب الورق والحرير الصناعي في مكان آخر.
ومع ذلك، لم تتوقف نوايا شركة شركة فورموزا للبلاستيك في تعزيز منطقة القرابين في St. اقترحت شركة فورموزا للبلاستيك مشروع شين إتسو، وهو مجمع صناعي بقيمة 9.4 مليار دولار يقع على الضفة الغربية من St. سنوي. سوف يمتد المجمع المقترح على مساحة 2500 فدان وسيقع على بعد ميل واحد من مدرسة ابتدائية، مما يثير قلق أفراد المجتمع والنشطاء البيئيين. في 15 كانون الثاني (يناير) 2020، RISE St. James، وهي منظمة شعبية دينية لأعضاء مجتمع St. رفع دعوى قضائية ضد إدارة ترامب للسماح بمجمع البتروكيماويات المقترح لشركة فورموزا للبلاستيك. تسعى الدعوى القضائية إلى إبطال تصاريح قانون المياه النظيفة السريع في سلاح المهندسين بالجيش الأمريكي التي أصدرها الفيلق في العام السابق. لقد تبين أن علماء الآثار المستقلين الذين استأجرتهم شركة فورموزا للبلاستيك اكتشفوا أن الأشخاص المستعبدين قد دفنوا في قبور غير مميزة تحت الموقع الذي تبلغ مساحته 2300 فدان والذي خططت فورموزا لتطوير مجمع البلاستيك فيه. مستشهدة بانتهاك القوانين الفيدرالية في الموافقة على تدمير الأراضي الرطبة، وهو خط الدفاع الأول والمنخفض بسرعة في المنطقة ضد الكوارث الطبيعية المتصاعدة تدريجياً، فضلاً عن الفشل في حماية المياه والهواء والصحة للمجتمعات المحيطة، والانتهاك. من قانون الحفاظ على التاريخ الوطني في عدم حماية مقابر العبيد، تطالب الدعوى بإلغاء التصاريح الصادرة في سبتمبر 2019 وكذلك إجراء دراسة الأثر البيئي الكاملة. أعلن سلاح المهندسين بالجيش الأمريكي في 4 نوفمبر 2020 عن خططه لتعليق تصريحه لمشروع شين إتسو، انتصارًا منعشًا للمنظمات والأفراد الذين يسعون إلى تحقيق العدالة البيئية.
بينما لا تزال التطورات في شركة فورموزا للبلاستيك في سانت جيمس باريش قيد المراقبة، من الصعب تجاهل الحرمان متعدد الأجيال واستغلال السود والملونين. تقول باربرا إل ألين عن هذا الموضوع، أستاذة العلوم والتكنولوجيا والمجتمع في جامعة فرجينيا تيك: "إن اقتصادًا قمعيًا يولِّد آخرًا". وتتابع: " طريق النهر العظيم بُني على جثث العبيد السود. الممر الكيميائي مسؤول عن عبء أجساد أحفادهم ". كلماتها مؤثرة بشكل خاص فيما يتعلق بالتحفيز الاقتصادي وخلق فرص العمل الموعودة باقتراح كل مصنع جديد في المنطقة، في حين أن أقلية صغيرة من وظائف الصناعة بدوام كامل تُشتغل في الواقع من قبل أفراد المجتمع الذين يتحملون العبء الأكبر من عبء التلوث - على سبيل المثال، في St. Gabriel of Iberville Parish حيث يوجد الآن 30 مصنعًا كبيرًا للبتروكيماويات ضمن دائرة نصف قطرها 10 أميال، يشغل السكان المحليون 9٪ فقط من وظائف الصناعة بدوام كامل في المدينة، وعلى الأقل واحد من كل أربعة سكان يعيش في فقر. إن الازدهار الاقتصادي الموعود في هذه الاستثمارات الكبرى لم يتحقق بعد، ومع ذلك لا يزال سببًا للاستمرار في الموافقة على تصاريح البتروكيماويات.

## نقد
ناقشت لجنة حقوق الإنسان التابعة للأمم المتحدة في 2 مارس 2021 المشاريع الصناعية المستمرة على طول نهر المسيسيبي في لويزيانا. أدان مجلس الأمم المتحدة المعني بالعنصرية المعاصرة بشدة ما وصفوه بالعنصرية البيئية في مناقشتهم مع الخبراء وغيرهم من مسؤولي الأمم المتحدة:
يشكل هذا الشكل من العنصرية البيئية تهديدات خطيرة وغير متناسبة للتمتع بالعديد من حقوق الإنسان لسكانها الأمريكيين من أصل أفريقي، بما في ذلك الحق في المساواة وعدم التمييز، والحق في الحياة، والحق في الصحة، والحق في مستوى مناسب من الحقوق المعيشية والثقافية.
المشاعر التي عبر عنها نشطاء البيئة رددتها هيئة حقوق الإنسان.
وقع الرئيس جو بايدن أمرًا تنفيذيًا في 27 يناير 2021 بشأن العدالة البيئية واستشهد على وجه التحديد بزقاق السرطان باعتباره منطقة تضررت بشدة. ورد جريج بوزر، رئيس جمعية لويزيانا للمواد الكيميائية، على تصريحات الرئيس بايدن بشأن المنطقة، ودحض المزاعم بأن سكان الممر الصناعي لديهم مخاطر أعلى للإصابة بالسرطان في مقالات متعددة. علاوة على ذلك، استشهد ببيانات سجل أورام لويزيانا (LTR) لدعم ادعاءاته. يدعي سجل أورام لويزيانا أنه لم تكن هناك زيادة في وفيات السرطان المرتبطة بالتلوث الصناعي.
النشطاء والسكان المحليين حاربوا سجل أورام لويزيانا. يدعي النشطاء أن مسارات التعداد المستخدمة في سجل أورام لويزيانا تغطي مساحات كبيرة ولا تسمح البيانات بمشاهدة مواقع محددة بجوار المصانع الكيميائية بشكل فردي. علاوة على ذلك، يعتمد السجل على السجلات الطبية لتحديد ما إذا كان السرطان هو سبب الوفاة. يشعر السكان المحليون بالقلق من أن وفيات جائحة فايروس كورونا لن تنسب إحصائيًا إلى السرطان إذا كان الضحايا يعانون منه. مصدر قلق إحصائي آخر للسكان المحليين هو أن الناس لن يطلبوا المساعدة الطبية قبل وفاتهم لأسباب مالية أو اجتماعية. لا يجوز لمسؤولي الصحة في لويزيانا الإفصاح عن الحالات والبيانات المحددة بسبب قوانين الخصوصية الطبية.

## دراسات السرطان
يستكشف المصور ريتشارد ميسراش وأستاذة الهندسة المعمارية بجامعة كولومبيا كيت أورف في كتابهم لعام 2012 بتروكيماويات أمريكا، الآثار الاجتماعية والبيئية والصحية لصناعة البتروكيماويات في ممر السرطان من خلال التصوير الفوتوغرافي والكتابة والرسوم التوضيحية على غرار الرسوم البيانية.
كان برج السرطان يُطلق عليه سابقًا اسم الممر الكيميائي قبل أن يزعم السكان وخبراء الصحة البيئية أنه كان مرتعًا لنشاط السرطان. عُثر على 50 مادة كيميائية سامة في الهواء في المنطقة ، بما في ذلك البنزين والفورمالديهايد وأكسيد الإيثيلين. تعتبر مادة الكلوروبرين من أكثر المواد الكيميائية إثارة للقلق في المنطقة، والتي من المحتمل أن تسبب السرطان وفقًا لوكالة حماية البيئة (EPA). لم يكن حتى أواخر الثمانينيات عندما بدأ سكان المنطقة بملاحظة مجموعات من حالات السرطان والإجهاض على بعد أميال قليلة من بعضهم البعض حتى بدأوا يطلقون على المنطقة زقاق السرطان.
أظهرت الأبحاث أن هناك كميات كبيرة بشكل غير طبيعي من سرطان الرئة والمعدة والكلى بين مجموعات سكانية معينة تعيش في زقاق السرطان. كانت هناك أيضًا حالات من السرطانات النادرة في المنطقة مثل الورم الأرومي العصبي، وسرطان الخلايا العصبية، وسرطان العضلات الهيكلية.  يعد سرطان الرئة من أكثر أنواع السرطان شيوعًا في المنطقة بسبب انتشار الصناعات التي تنتج الحديد / الفولاذ والمطاط والطلاء والألمنيوم والمواد الكيميائية الأخرى.
أجرت الشبكة الجامعية لحقوق الإنسان (OHR) دراسة بحثية في عام 2018 جمعت فيها البيانات الصحية من المقيمين على بعد 2.5 كيلومتر من زقاق السرطان. ركز الاستطلاع على الأعراض التي يعاني منها المصابون بسرطان الرئة. رد ثلث المشاركين بالقول إنهم يعانون بانتظام من صعوبة في التنفس وأزيز متكرر. يعاني أكثر من 40٪ من المشاركين من السعال المتكرر والتهاب الحلق. أفاد حوالي 30 ٪ من المشاركين أيضًا أنهم شعروا بالتعب.

## مجموعات السرطان
يمكن تعريف الكتلة السرطانية بأنها "حدوث عدد أكبر من المتوقع من حالات السرطان بين مجموعة من الناس في منطقة جغرافية محددة خلال فترة زمنية محددة". يمكن أيضًا الاشتباه في وجود مجموعة سرطانية عندما يُشخص العديد من أفراد الأسرة والأصدقاء والجيران وزملاء العمل بنفس النوع من السرطان.
كان هناك بعض الجدل حول ما إذا كان يمكن اعتبار زقاق السرطان حقًا كتلة سرطانية أم لا. نظرًا لأن السرطان مرض شائع إلى حد ما، يمكن أن تظهر حالات السرطان متجمعة حتى لو لم يكن هناك ارتباط بينها، مما يتسبب في ظهور مجموعات السرطان بالصدفة. كشفت دراسة أجريت على مجموعات السرطان في الولايات المتحدة أن الجهود المكثفة للعثور على أسباب مجموعات السرطان المجتمعية لم تنجح في السنوات العشرين الماضية. نظرت هذه الدراسة في جميع الولايات الخمسين ومقاطعة كولومبيا وفحصت أنواع السرطان والتعرض وتأكيد المجموعات والاستنتاجات حول العلاقة بين السرطانات المثيرة للقلق والتعرضات البيئية.

## عمل الحكومة
نظر التقييم الوطني لسموم الهواء التابع لوكالة حماية البيئة في الانبعاثات السامة في جميع أنحاء البلاد في عام 2011 وأصدر النتائج في عام 2015. ووجدت الدراسة أن الهواء في لابلاس، لويزيانا، وهي منطقة في ممر السرطان، يحتوي على مستوى أعلى من المتوقع من الكلوروبرين. أدى هذا لاحقًا إلى بدء وكالة حماية البيئة في العمل عن كثب مع مالك مصنع النيوبرين في المنطقة، Denka Performance Elastomer، وإدارة الجودة البيئية في لويزيانا لخفض انبعاثات الكلوروبرين. كان الهدف العام هو خفض انبعاثات الكلوروبرين بنسبة 85٪.
تقول ولاية لويزيانا إن دينكا قد وصلت إلى هدف خفض الانبعاثات بنسبة 85٪، لكن بعض السكان لا يزالون متشككين. يعتقد العديد من السكان أنه بدلاً من تقليل الانبعاثات بنسبة مئوية، يجب أن تكون الانبعاثات 0.2 ميكروغرام لكل متر مكعب من الهواء، وهو ما تعتبره وكالة حماية البيئة مستوى آمنًا.

## موسفيل، لويزيانا
مزسفيل، موسفيل هو مجتمع صغير ويغلب عليه الأمريكيون من أصل أفريقي يقع على مشارف بحيرة تشارلز في كالكاسيو، لويزيانا. أُسست في تسعينيات القرن التاسع عشر على يد جاك موس، وهو عبد سابق، وكانت واحدة من أولى مجتمعات السود الأحرار في الجنوب. كان المجتمع المزدهر سابقًا قريبًا من العديد من المصانع التي كانت تقع في بلدة ويستليك المجاورة. تشمل المصانع التي تقع حول موسفيل مصفاة لتكرير النفط والعديد من مصانع البتروكيماويات وأحد أكبر تجمعات الشركات المصنعة لكلوريد الفينيل وهو المكون الرئيسي في البولي فينيل كلوريد أو البلاستيك المعروف باسم PVC. تنبعث كل هذه المرافق ملايين الأرطال من السموم في الهواء والماء والتربة كل عام.
وى ألين ليبلانك، المقيم مدى الحياة، قصته عن العيش في موسفيل في عام 2015. يعاني ليبلانك من إعاقة وقد عانى من نوبات، ومشاكل في الكبد، وسكتة دماغية، ورعاش، وأرق، وإرهاق، واكتئاب. كما يعزو مشاكله الصحية ليس إلى العادات غير الصحية أو أنها وراثية ولكن إلى الانبعاثات السامة من المصانع الموجودة في ويست ليك. قال ليبلانك إنه يعرف منذ أكثر من 15 عامًا أن جسده يتغذى بالسموم وسيتبادل أي شيء من أجل حياة جديدة.
نُظم Mossville Environmental Action Now (MEAN) (العمل البيئي في موسفيل الآن) في عام 1998 من قبل مجموعة من السكان المحليين. حصلت MEAN على مساعدة من Greenpeace لإقناع وكالة فدرالية داخل مراكز السيطرة على الأمراض والوقاية منها لإجراء اختبارات السمية. قامت وكالة تسجيل المواد السامة والأمراض بسحب الدم من 28 من سكان موسفيل، بما في ذلك ليبلانك. كانت عمليات الفحص في الأساس تبحث عن الديوكسينات والمركبات الشبيهة بالديوكسين، والمعروفة أيضًا باسم بعض المواد الكيميائية الأكثر خطورة في العلم. أظهرت نتائج علم السموم أن متوسط مستوى الديوكسين بين مجتمع موسفيل كان ثلاثة أضعاف مثيله في عموم سكان الولايات المتحدة. كما كانت معدلات الديوكسين من بين أعلى المعدلات التي سُجلت على الإطلاق في البلاد.

## العنصرية البيئية
أشار العديد من الباحثين والمقيمين في زقاق السرطان إلى المنطقة على أنها "مثال على خط المواجهة للعنصرية البيئية". يمكن تعريف العنصرية البيئية على أنها القواعد المؤسسية أو اللوائح أو السياسات أو القرارات الحكومية / الشركات التي تستهدف عن عمد مجتمعات معينة لاستخدامات الأراضي غير المرغوب فيها محليًا والتراخي في تطبيق قوانين تقسيم المناطق والقوانين البيئية، مما يؤدي إلى تعرض المجتمعات بشكل غير مناسب للنفايات السامة والخطرة القائمة على اساس العرق. يمكن أن تحدث العنصرية البيئية أيضًا بسبب عدة عوامل. تشمل هذه العوامل الإهمال المتعمد، والحاجة المزعومة إلى وعاء للملوثات في المناطق الحضرية، ونقص القوة المؤسسية وقيم الأرض المنخفضة للأشخاص الملونين. ومن الحقائق الموثقة جيدًا والمعروفة جيدًا أن المجتمعات الملونة والمجتمعات ذات الدخل المنخفض تتأثر بشكل غير متناسب بالصناعات الملوثة والتنظيم المتراخي لهذه الصناعات.

## التأثيرات البيئية
كما أن موقع ممر السرطان له تأثيرات بيئية أكثر بخلاف تلوث الهواء. نظرًا لوقوع زقاق السرطان بالقرب من خليج المكسيك، فإن الأعاصير تشكل خطرًا كبيرًا وتسببت في أضرار كبيرة في السنوات الماضية. على سبيل المثال، تسبب إعصار كاترينا في عام 2005 في انسكاب ما يقرب من 11 مليون جالون من النفط في المياه بالقرب من نيو أورلينز. تسبب إعصار هارفي في عام 2017 في انقطاع التيار الكهربائي مما أدى إلى تحلل المواد الكيميائية غير المبردة في مصنع في هيوستن واشتعالها في كرة نارية كبيرة. تسبب الإعصار لورا في عام 2020 في حريق في مصنع ينتج كيماويات حمامات السباحة مما أدى إلى حرق غاز الكلور لمدة ثلاثة أيام.
حدث أحد أكبر الآثار البيئية عندما ضرب إعصار إيدا عام 2021. كان المسار المتوقع للعاصفة يمر عبر المنطقة الصناعية. تسبب التهديد بتدمير الإعصار في قيام الصناعات الموجودة في ممر السرطان بإطلاق مواد كيميائية وغازات غير معالجة في الهواء عن طريق " الحرق". على الرغم من أن الحرق يتسبب في إطلاق مواد كيميائية في الهواء، فإن العملية قانونية في حالات الطوارئ وتحرق المواد الكيميائية مباشرة في الهواء. بعد الإعصار، لم يُترك السكان فقط مع منازل مدمرة ولكن أيضًا تلوث في الهواء والماء أكثر من المعتاد.

## النشاط والعدالة البيئية
في السنوات الأخيرة في الولايات المتحدة، اندمجت حركات حماية البيئة والحقوق المدنية لتشكيل حركة إصحاح بيئي استجابةً لتهديد مجتمعات الأقليات وذوي الدخل المنخفض في جميع أنحاء البلاد باستمرار بالتلوث. تميل العديد من المجتمعات التي تواجه أكبر أعباء التلوث إلى أن تكون فقيرة وتتكون بشكل أساسي من الأقليات. نتيجة لذلك، سوف تلجأ المجتمعات الفقيرة والأقليات إلى النشاط الشعبي لحماية أنفسهم.
تمكن دعاة الإصحاح البيئي في جنوب لويزيانا في سبتمبر 2022 من إعلان النصر بعد قرارين حرمان مجمعين بتروكيماويات رئيسيين من المضي قدمًا. أصدر قاضي المحكمة الجزئية للولاية ترودي وايت قرارًا ألغى وألغى 14 تصريحًا لوائح الهواء أصدرتها إدارة الجودة البيئية في لويزيانا (LDEQ) لمجمع Formosa Plastics Group المقترح في مدينة أهلا وسهلا بك. يوجد في المدينة بالفعل العديد من مصافي النفط والمنشآت الصناعية وتقع في زقاق السرطان.
المجموعة الأخرى التي كانت تقاتل بنشاط صناعة البتروكيماويات في ممر السرطان هي رايز سانت جيمس. رايز سانت جيمس هي منظمة قاعدية دينية تناضل من أجل العدالة البيئية وتعمل على دحر انتشار الصناعات البتروكيماوية في سانت جيمس باريش، لويزيانا. نجحت المنظمة في هزيمة بناء مصنع لتصنيع البلاستيك بقيمة 1.25 مليار دولار في عام 2019، وتكافح حاليًا لمنع Formosa Plastics من بناء مصنع بمليارات الدولارات في الرعية. تلتزم Rise St. James أيضًا بتثقيف المجتمع ومن هم خارج المجتمع حول المواد الكيميائية التي يتنفسونها كل يوم. يتضمن موقع المنظمة على الويب صفحة "مادة كيميائية الشهر" وتوفر معلومات عن مادة كيميائية معينة ومقدار وجودها في مناطق معينة من ممر السرطان.

## في الثقافة الشعبية
استخدمت فرقة المعادن الصناعية البريطانية Godflesh صورة معدلة رقميًا لصليب أمام زقاق السرطان كغلاف فني لألبومها 1996، أغاني الحب والكراهية.
تناقش عالمة الاجتماع آرلي راسل هوكسشيلد الظروف البيئية والصحية في زقاق السرطان، بالإضافة إلى التداعيات الاجتماعية والاقتصادية والسياسية، في كتابها لعام 2016 الغرباء في أرضهم الخاصة.

## أنظر أيضا
- كتلة السرطان
- العدالة البيئية
- العنصرية البيئية
- العنصرية البيئية في الولايات المتحدة
- قناة الحب
- مكاسل ضد. رولينز للخدمات البيئية
- وادي الطبول

## روابط خارجية
- زقاق السرطان: أسطورة أم حقيقة؟، جيران غير مرحب بهم: كيف يتحمل الفقراء أعباء تلوث أمريكا. نيو اورليانز تايمز بيكايون.
- زقاق السرطان. بي بي سي.
- زقاق السرطان: صناعة كبيرة، مشاكل كبيرة نسخة محفوظة 17 ديسمبر 2016 على موقع واي باك مشين. في MSNBC